# Jeff Archibald
Jeff Archibald (ur. 17 lipca 1974 w Salt Lake City) – amerykański snowboardzista. Nie startował na igrzyskach olimpijskich. Na mistrzostwach świata jego najlepszym wynikiem jest 19. miejsce w gigancie równoległym na mistrzostwach w Berchtesgaden. Najlepsze wyniki w Pucharze Świata osiągnął w sezonie 1998/1999, kiedy to zajął 27. miejsce w klasyfikacji generalnej, a w klasyfikacji giganta był drugi.
W 2001 r. zakończył karierę.

## Sukcesy

### Mistrzostwa Świata
| Miejsce | Dzień       | Rok  | Miejscowość   | Konkurencja       | Zwycięzca           |
| ------- | ----------- | ---- | ------------- | ----------------- | ------------------- |
| 56.     | 13 stycznia | 1999 | Berchtesgaden | Gigant            | Markus Ebner        |
| 19.     | 14 stycznia | 1999 | Berchtesgaden | Gigant równoległy | Richard Richardsson |

### Puchar Świata

#### Miejsca w klasyfikacji generalnej
- 1996/1997 – 127.
- 1997/1998 – 127.
- 1998/1999 – 27.
- 1999/2000 – 67.
- 2000/2001 – –

#### Miejsca na podium
1. Sestriere – 29 listopada 1998 (Gigant) – 1. miejsce
2. Mount Bachelor – 15 grudnia 1998 (Supergigant) – 2. miejsce
3. Madonna di Campiglio – 25 stycznia 1999 (Gigant) – 3. miejsce